# Telling Lies in America
Telling Lies in America (bra No Embalo da América, ou Mentir na América) é um filme de drama de 1997, dirigido por Guy Ferland e escrito por Joe Eszterhas.

## Sinopse
Karchy Jonas (Brad Renfro) é um estudante do secundário com 17 anos (que migrou da Hungria 7 anos antes) a tenta encontrar o seu caminho no mundo. Ele encontra-se com uma personalidade do mundo da rádio Billy Magic (Kevin Bacon), que leva-lo sob a sua asa. No entanto, as autoridades detêm Billy por aceitar subornos de empresas discográficas para colocar as suas canções no ar. Um conto semi-autobiográfico de Joe Eszterhas.

## Elenco
- Kevin Bacon ... Billy Magic
- Brad Renfro ... Karchy 'Chucky'/'Slick' Jonas
- Maximilian Schell ... Dr. Istvan Jonas
- Calista Flockhart ... Diney Majeski
- Paul Dooley ... Padre Norton
- Jonathan Rhys Meyers ... Kevin Boyle
- Luke Wilson ... Henry
- Damen Fletcher ... Amos 'Blood Smith'
- Jerry Swindall ... Andy 'Croak' Stas
- K.K. Dodds ... Justine
- James Kisicki ... Cecil Simms
- J.J. Horna ... A criança cega
- Ben Saypol ... Timmy Morelli
- Tony Devon ... Danny Hogan
- Rohn Thomas ... Sgt. Disapri

## Produção
Eszterhas escreveu o filme em 1983 sob o título Magic Man, mas não conseguiu vendê-lo. Mais tarde, sua segunda esposa leu o roteiro e sugeriu que ele o revisitasse. "Foi tão comovente, tão bom, não pude acreditar que não tinha sido feito", disse ela. "Achei que era bom demais para ficar sentado em uma prateleira. Achei que a relação entre Karchy (o protagonista) e seu pai não estava totalmente resolvida." Eszterhas reescreveu o roteiro e o vendeu para a Banner Entertainment. O escritor desistiu de sua taxa de $ 100.000 para que Max Schell pudesse desempenhar um papel. De acordo com o site Splitsider, o ator John Candy foi considerado o papel de Billy Magic.

## Recepção
Telling Lies in America recebeu críticas mistas a positivas dos críticos. Ele possui taxa de aprovação de 61% no Rotten Tomatoes, com base em 18 avaliações, com uma classificação média de 5.93 / 10. No Metacritic, o filme tem uma pontuação média ponderada de 65 em 100, com base em 20 críticos, indicando "críticas geralmente favoráveis".

## Mídia doméstica
Em 2012, foi lançado no formato Blu-ray junto com o filme Traveller pela Shout! Factory. No Brasil, o filme foi lançado no formato VHS, em 1998, pela Europa Filmes e em 2012, em DVD, pela distribuidora NBO Entertainment.